# Katedra San Lorenzo w Genui
Katedra San Lorenzo w Genui (wł. Cattedrale di San Lorenzo) – kościół w Genui, stanowiący siedzibę arcybiskupa.

## Historia
- IX wiek – początek budowy kościoła;
- 1118 – ukończenie budowy, kościół w następnych stuleciach był wielokrotnie przebudowywany i upiększany.

## Wyposażenie

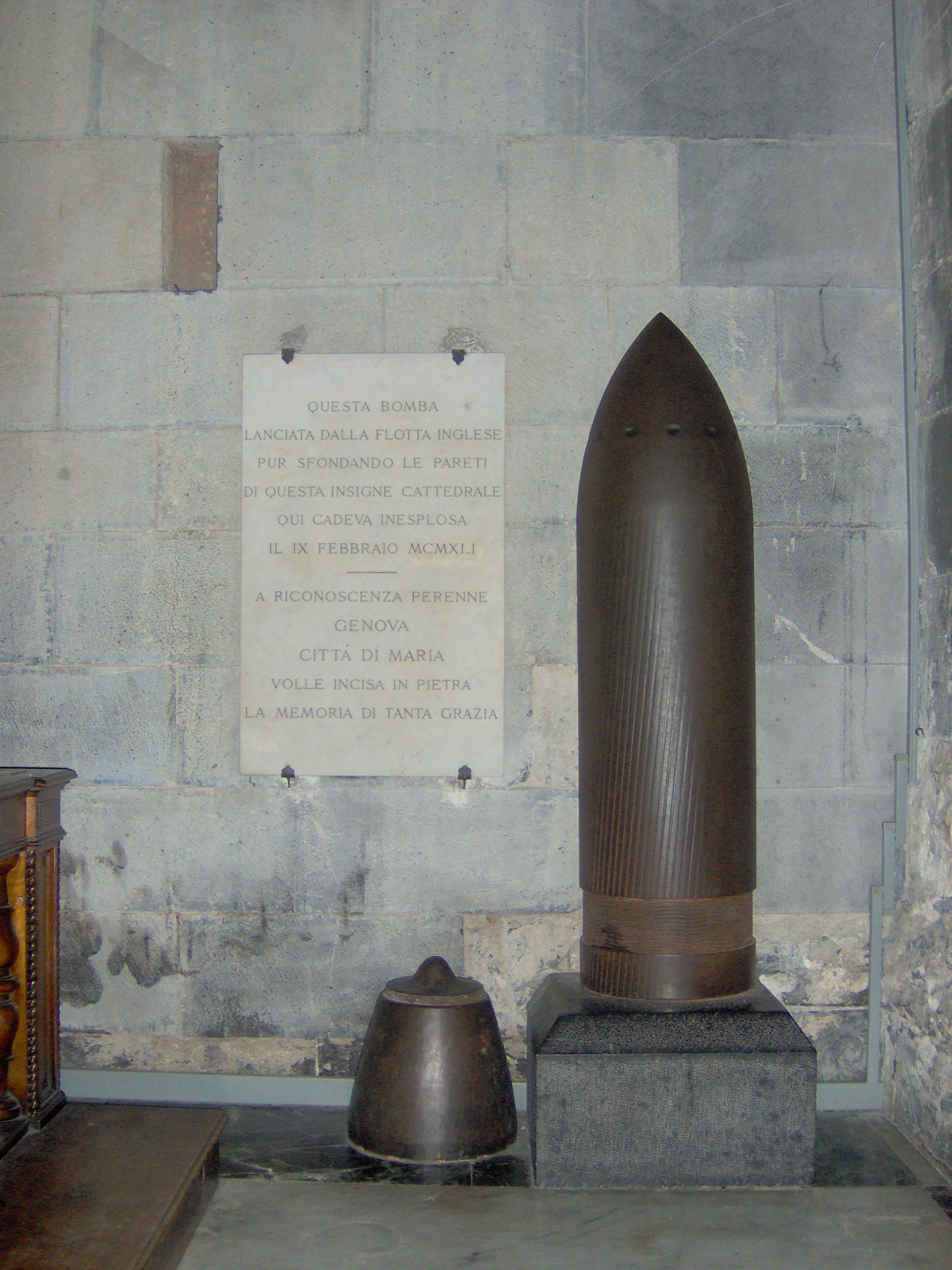
Pocisk przeciwpancerny wystrzelony przez brytyjski pancernik HMS „Malaya” w czasie ostrzału Genui w 1941 roku, który omyłkowo trafił katedrę, obecnie wystawiony w nawie głównej

- portal romański z XII wieku – północny portal kościoła;
- drzwi oraz rozeta nad głównym wejściem wykonane w stylu późnego gotyku francuskiego;
- Cappella di San Giovanii – renesansowa kaplica poświęcona patronowi Genui św. Janowi Chrzcicielowi, w której znajduje się XIII wieczny sarkofag mający zawierać szczątki Jana Chrzciciela;
- skarbiec, w którym eksponowana jest m.in. patera, na której miano podać Salomei głowę Jana Chrzciciela.